# Slag bij Arum
De Slag bij Arum was een veldslag in de partijstrijd tussen de Schieringers en Vetkopers. Deze slag vond plaats op 4 juli 1380, dicht bij Arum in Friesland. Er werd gevochten tussen de monniken van het klooster Ludingakerke, welke tot de Vetkoperse partij behoorden, en de monniken die bij het Oudeklooster, Schieringers behoorden. In het gevecht sneuvelden meer dan 130 mannen.

## Achtergrond en de veldslag
De monniken van beide kloosters stonden al geruime tijd op vijandige voet met elkaar en betwistten elkaar het bezit van landerijen en goederen; regelmatig vonden botsingen plaats. Toen Rein Kamminga in 1377 abt werd van het Oudeklooster, bereikte de vijandschap tussen de kloostergemeenschappen een nieuw hoogtepunt. De abt van het Oudeklooster was een opvliegende en krijgshaftige man. Hij verzaakte het bestuur van zijn klooster zo zeer, dat monniken en lekenbroeders zich meer met de wapenhandel en de daarmee samenhangende beoefening bezighielden, dan dat zij hun kerkelijke plichten uitoefenden en rustige voorbeeldige monniken waren. Zelfs de uitoefening van de landbouw werd achterwege gelaten, zodat er grote armoede heerste en hongersnood dreigde. De abt van Lundingkerk Adam, was even krijgshaftig als Rein Kamminga en een aanhanger van de Vetkoperse partij. Ook op zijn klooster was het hanteren van wapens door monniken meer regel dan uitzondering.
Op 4 juli kwam het tussen beide kloostergemeenschappen tot een veldslag. Zwaar bewapend stonden de monniken tegenover elkaar en het ging er op die dag zo heftig aan toe dat meer dan 130 monniken de dood op het slagveld vonden. De strijd eindigde uiteindelijk onbeslist zonder aantoonbare winnaar. Onverzoenbaar werd het slagveld verlaten, zodat beide groepen bleven uitkijken naar nieuwe gelegenheden om zich te wreken.